# Campeonato Mundial de Karate de 2014
El Campeonato Mundial de Karate 2014 fue la 22° edición que reunió a los competidores de todas las naciones, la sede fue la ciudad de Bremen, Alemania, siendo la primera vez que esta ciudad recibe a la cita ecuménica y volviendo a Alemania después de Munich en el año 2000. Se disputó desde el 5 hasta el 9 de noviembre en el ÖVB - Arena. Compitieron en total 976 atletas de 116 países en las categorías tanto de Kata como en Kumite, sea individual o por equipos.
Una vez más Japón demostró ser la mejor nación en el deporte obteniendo 10 medallas, pero la sorpresa del torneo la dio Egipto que se ubicó segunda en el podio gracias a 3 oros, 2 platas y un bronce. En kata masculino, el venezolano Antonio Díaz, no pudo defender el oro obtenido en el anterior mundial en París 2012, quien se tuvo que conformar con una medalla de bronce, luego de clasificar por medio del repechaje. En tanto que en la categoría de kumite masculine -60 kg, el brasileño Douglas Brose, principal candidato en esa categoría se quedó en lo más alto del podio dándole así una medalla dorada para su país; con el dato que con este mundial es la cuarta vez consecutiva que se cuenta con su presencia en el podio. Otra figura que no decepcionó fue el francés William Rolle quien mejoró su campaña respecto al mundial anterior y se quedó con la presea dorada. En la categoría de kumite -75 kg, con la gran ausencia del multicampeón Rafael Aghayev quien decidió no participar de la competencia, quedó en manos del japonés Ryuichi Tani quien desplazó en la final al máximo candidato, el italiano Luigi Busa. Otra de las ausencias que presentó el torneo fue el nipón Ko Matsuhisa, famoso por ser el creador de "la patada del escorpión", debido a su eminente retirada del karate.

Mejor Nación:  Japón

## Categorías

### Kata Femenino
Oro: Shimizu Kiyou  Japón

Plata: Scordo Sandy  Francia

Bronce: Martin Abello Yaiza  España y Bleul Jasmin  Alemania

### Kata en equipos Femenino
Oro:  Alemania

Plata:  Japón

Bronce:  Italia e  Irán

### Kumite  Femenino -50 kg
Oro: Ozecelik Serap  Turquía

Plata: Bugur Duygu  Alemania

Bronce: Sánchez Estepa Rocio  España y Recchia Alexandra  Francia

### Kumite  Femenino -55 kg
Oro: Cardin Sara  Italia

Plata: Thouy Emilie  Francia

Bronce: Kobayashi Miki  Japón y Bitsch Jana  Alemania

### Kumite  Femenino -61 kg
Oro: Lofty Giana  Egipto

Plata: Jefry Krishnan Salani  Malasia

Bronce: Pasqua Laura  Italia y Someya Mayumi  Japón

### Kumite  Femenino -68 kg
Oro: Agier Alizee  Francia

Plata: Bunstad Gitte  Noruega

Bronce: Zaretska Iryna  Ucrania y Buchinger Alisa  Austria

### Kumite  Femenino 68+ kg
Oro: Abouel Yazed Shymaa  Egipto

Plata: Abbasali Hamideh  Irán 

Bronce: Uekusa Ayumi  Japón y Palacio Gonzalez, Laura  España

### Kumite en equipos Femenino
Oro:  Egipto

Plata:  Francia

Bronce:  Japón y  Turquía

### Kata Masculino
Oro: Ryo Kiyuna Japón 

Plata: Smorguner Ilja  Alemania 

Bronce: Dack Minh  Francia Johan Archiles Y  Antonio Díaz  Venezuela

### Kata en equipos Masculino
Oro:  España

Plata:  Egipto

Bronce:  Francia y  Malasia

### Kumite  Masculino -60 kg
Oro: Brose Douglas  Brasil

Plata: Berens Geoffrey  Países Bajos

Bronce: Plakhutin Evgengy  Rusia y Mahdi Amir  Irán

### Kumite  Masculino -67 kg
Oro: Rolle William  Francia 

Plata: Hanfy Magdy  Egipto 

Bronce: Rezende Figueira, Vinicuis  Brasil y Bajrami Kujtim  Suiza

### Kumite  Masculino -75 kg
Oro: Tani Ryuichi  Japón 

Plata: Busa Luigi  Italia 

Bronce: Horuna Stanislav  Ucrania y Bitsch Noah  Alemania

### Kumite  Masculino -84 kg
Oro: Aarkania Gogita  Georgia 

Plata: Aaraga Ryutaro  Japón 

Bronce: Gunduz Gokhan  Turquía y El Kotby, Mohamed  Egipto

### Kumite  Masculino 84+ kg
Oro: Erkan Enes  Turquía 

Plata: Ganjzadeh Sajad  Irán 

Bronce: Zukan Admir  Bosnia y Herzegovina y Vizuete Fernández, Jagoba JAGOBA  España

### Kumite en equipos Masculino
Oro:  Irán 

Plata:  Alemania 

Bronce:  Turquía y  Japón

## Medallero
País organizador (Alemania)
| Núm.  | País                       | Oro | Plata | Bronce | Total |
| ----- | -------------------------- | --- | ----- | ------ | ----- |
| 1     | Japón (JAP)                | 3   | 2     | 5      | 10    |
| 2     | Egipto (EGY)               | 3   | 2     | 1      | 6     |
| 3     | Francia (FRA)              | 2   | 3     | 3      | 8     |
| 4     | Turquía (TUR)              | 2   | 0     | 3      | 5     |
| 5     | Alemania (GER)             | 1   | 3     | 3      | 7     |
| 6     | Irán (IRN)                 | 1   | 2     | 2      | 5     |
| 7     | Italia (ITA)               | 1   | 1     | 2      | 4     |
| 8     | España (ESP)               | 1   | 0     | 4      | 5     |
| 9     | Brasil (BRA)               | 1   | 0     | 1      | 2     |
| 10    | Georgia (GEO)              | 1   | 0     | 0      | 1     |
| 11    | Malasia (MAL)              | 0   | 1     | 1      | 2     |
| 12    | Holanda (NED)              | 0   | 1     | 0      | 1     |
|       | Noruega (NOR)              | 0   | 1     | 0      | 1     |
| 14    | Ucrania (UKR)              | 0   | 0     | 2      | 2     |
| 15    | Bosnia y Herzegovina (BIH) | 0   | 0     | 1      | 1     |
|       | Austria (AUS)              | 0   | 0     | 1      | 1     |
|       | Suiza (SUI)                | 0   | 0     | 1      | 1     |
|       | Rusia (RUS)                | 0   | 0     | 1      | 1     |
|       | Venezuela (VEN)            | 0   | 0     | 1      | 1     |
| Total | Total                      | 16  | 16    | 32     | 64    |

| Predecesor: París 2012 | Campeonato Mundial de Karate Bramen 2014 XXII edición | Sucesor: Linz 2016 |

- Datos: Q2955423
- Multimedia: 2014 World Karate Championships / Q2955423